# Kurzbahnweltmeisterschaften 2006
| Kurzbahnweltmeisterschaften 2006 | Kurzbahnweltmeisterschaften 2006 |
| -------------------------------- | -------------------------------- |
| Veranstaltungsort                | Shanghai                         |
| Teilnehmende Nationen            | 116                              |
| Teilnehmende Athleten            | 578                              |
| Entscheidungen                   | 40                               |
| Eröffnung                        | 5. April 2006                    |
| Abschluss                        | 9. April 2006                    |

| Medaillenspiegel | Medaillenspiegel              | Medaillenspiegel | Medaillenspiegel | Medaillenspiegel | Medaillenspiegel |
| Platz            | Land                          | G                | S                | B                | Gesamt           |
| ---------------- | ----------------------------- | ---------------- | ---------------- | ---------------- | ---------------- |
| 1                | Australien                    | 12               | 9                | 4                | 25               |
| 2                | USA                           | 6                | 7                | 8                | 21               |
| 3                | Volksrepublik China           | 5                | 1                | 6                | 12               |
| 4                | Südafrika                     | 3                | 1                | 0                | 4                |
| 5                | Russland                      | 3                | 0                | 4                | 7                |
| 6                | Italien                       | 2                | 7                | 3                | 12               |
| 7                | Deutschland                   | 2                | 1                | 3                | 6                |
| 8                | Ukraine                       | 2                | 1                | 2                | 5                |
| 9                | Schweden                      | 1                | 2                | 3                | 6                |
| 10               | Niederlande                   | 1                | 1                | 1                | 3                |
| 11               | Brasilien Kasachstan          | 1                | 0                | 1                | 2                |
| 13               | Kroatien                      | 1                | 0                | 0                | 1                |
| 14               | Österreich                    | 0                | 4                | 0                | 4                |
| 15               | Südkorea                      | 0                | 2                | 0                | 2                |
| 16               | Neuseeland                    | 0                | 1                | 1                | 2                |
| 17               | Finnland Slowenien Venezuela  | 0                | 1                | 0                | 1                |
| 20               | Vereinigtes Königreich        | 0                | 0                | 2                | 2                |
| 21               | Argentinien Norwegen Slowakei | 0                | 0                | 1                | 1                |

Die Kurzbahnweltmeisterschaften 2006 im Schwimmen fanden vom 9. bis 13. April 2006 in Shanghai statt und wurden vom internationalen Schwimmverband FINA organisiert.

## Zeichenerklärung
- WR – Weltrekord

## Schwimmen Männer

### Freistil

#### 50 m Freistil
| Platz | Land     | Athlet            | Zeit     |
| ----- | -------- | ----------------- | -------- |
| 1     | Kroatien | Duje Draganja     | 00:21,38 |
| 2     | USA      | Cullen Jones      | 00:21,52 |
| 3     | USA      | Nicholas Brunelli | 00:21,62 |
| 3     | Ukraine  | Oleksandr Wolynez | 00:21,62 |

#### 100 m Freistil
| Platz | Land        | Athlet          | Zeit     |
| ----- | ----------- | --------------- | -------- |
| 1     | Südafrika   | Ryk Neethling   | 00:47,24 |
| 2     | Italien     | Filippo Magnini | 00:47,31 |
| 3     | Argentinien | José Meolans    | 00:47,87 |

#### 200 m Freistil
| Platz | Land      | Athlet                | Zeit     |
| ----- | --------- | --------------------- | -------- |
| 1     | Südafrika | Ryk Neethling         | 01:43,61 |
| 2     | Italien   | Filippo Magnini       | 01:43,78 |
| 3     | Italien   | Massimiliano Rosolino | 01:44,67 |

#### 400 m Freistil
| Platz | Land     | Athlet                | Zeit     |
| ----- | -------- | --------------------- | -------- |
| 1     | Russland | Juri Prilukov         | 03:30,08 |
| 2     | Südkorea | Tae Hwan Park         | 03:40,43 |
| 3     | Italien  | Massimiliano Rosolino | 03:41,03 |

#### 1500 m Freistil
| Platz | Land                | Athlet        | Zeit     |
| ----- | ------------------- | ------------- | -------- |
| 1     | Russland            | Juri Prilukov | 14:23,92 |
| 2     | Südkorea            | Tae Hwan Park | 14:33,28 |
| 3     | Volksrepublik China | Zhang Lin     | 14:42,82 |

### Schmetterling

#### 50 m Schmetterling
| Platz | Land       | Athlet          | Zeit     |
| ----- | ---------- | --------------- | -------- |
| 1     | Australien | Matthew Welsh   | 00:23,05 |
| 2     | Ukraine    | Serhij Breus    | 00:23,06 |
| 3     | Brasilien  | Kaio de Almeida | 00:23,07 |

#### 100 m Schmetterling
| Platz | Land      | Athlet          | Zeit     |
| ----- | --------- | --------------- | -------- |
| 1     | Brasilien | Kaio de Almeida | 00:51,07 |
| 2     | Venezuela | Albert Subirats | 00:51,23 |
| 3     | USA       | Jayme Cramer    | 00:51,53 |

#### 200 m Schmetterling
| Platz | Land                | Athlet           | Zeit     |
| ----- | ------------------- | ---------------- | -------- |
| 1     | Volksrepublik China | Wu Peng          | 01:52,36 |
| 2     | Neuseeland          | Moss Burmester   | 01:53,94 |
| 3     | Russland            | Nikolai Skworzow | 01:54,09 |

### Rücken

#### 50 m Rücken
| Platz | Land        | Athlet          | Zeit     |
| ----- | ----------- | --------------- | -------- |
| 1     | Australien  | Matthew Welsh   | 00:23,53 |
| 2     | Deutschland | Thomas Rupprath | 00:23,70 |
| 3     | Deutschland | Helge Meeuw     | 00:24,01 |

#### 100 m Rücken
| Platz | Land        | Athlet        | Zeit     |
| ----- | ----------- | ------------- | -------- |
| 1     | Australien  | Matthew Welsh | 00:51,09 |
| 2     | Österreich  | Markus Rogan  | 00:51,48 |
| 3     | USA         | Randall Bal   | 00:51,63 |
| 3     | Deutschland | Helge Meeuw   | 00:51,63 |

#### 200 m Rücken
| Platz | Land       | Athlet        | Zeit        |
| ----- | ---------- | ------------- | ----------- |
| 1     | USA        | Ryan Lochte   | 01:49,05 WR |
| 2     | Österreich | Markus Rogan  | 01:50,97    |
| 3     | Australien | Matthew Welsh | 01:53,10    |

### Brust

#### 50 m Brust
| Platz | Land           | Athlet            | Zeit     |
| ----- | -------------- | ----------------- | -------- |
| 1     | Ukraine        | Oleh Lissohor     | 00:26,39 |
| 2     | Italien        | Alessandro Terrin | 00:26,60 |
| 3     | Verein. Königr | Christopher Cook  | 00:27,17 |

#### 100 m Brust
| Platz | Land       | Athlet             | Zeit     |
| ----- | ---------- | ------------------ | -------- |
| 1     | Ukraine    | Oleh Lissohor      | 00:58,14 |
| 2     | Australien | Brenton Rickard    | 00:58,70 |
| 3     | Norwegen   | Alexander Dale Oen | 00:59,16 |

#### 200 m Brust
| Platz | Land       | Athlet             | Zeit     |
| ----- | ---------- | ------------------ | -------- |
| 1     | Kasachstan | Wladislaw Poljakow | 02:06,95 |
| 2     | Australien | Brenton Rickard    | 02:07,52 |
| 3     | Kasachstan | Jewgenij Ryschkow  | 02:07,94 |

### Lagen

#### 100 m Lagen
| Platz | Land      | Athlet          | Zeit     |
| ----- | --------- | --------------- | -------- |
| 1     | Südafrika | Ryk Neethling   | 00:52,42 |
| 2     | Slowenien | Peter Mankoč    | 00:53,00 |
| 3     | Schweden  | Stefan Nystrand | 00:53,97 |

#### 200 m Lagen
| Platz | Land       | Athlet           | Zeit        |
| ----- | ---------- | ---------------- | ----------- |
| 1     | USA        | Ryan Lochte      | 01:53,31 WR |
| 2     | Österreich | Markus Rogan     | 01:55,68    |
| 3     | Russland   | Igor Berezutskij | 01:56,64    |

#### 400 m Lagen
| Platz | Land     | Athlet           | Zeit     |
| ----- | -------- | ---------------- | -------- |
| 1     | USA      | Ryan Lochte      | 04:02,49 |
| 2     | Italien  | Luca Marin       | 04:05,12 |
| 3     | Russland | Igor Berezutskij | 04:06,81 |

### Staffel

#### Staffel 4 × 100 m Freistil
| Platz | Land     | Athleten                                                                   | Zeit     |
| ----- | -------- | -------------------------------------------------------------------------- | -------- |
| 1     | Italien  | - Alessandro Calvi - Klaus Lanzarini - Christian Galenda - Filippo Magnini | 03:10,74 |
| 2     | Schweden | - Marcus Piehl - Lars Frölander - Jonas Tilly - Stefan Nystrand            | 03:11,63 |
| 3     | USA      | - Nicholas Brunelli - Ryan Lochte - Matt Grevers - Jason Lezak             | 03:11,92 |

#### Staffel 4 × 200 m Freistil
| Platz | Land       | Athleten                                                                      | Zeit     |
| ----- | ---------- | ----------------------------------------------------------------------------- | -------- |
| 1     | Italien    | - Massimiliano Rosolino - Matteo Pelliciari - Nicola Cassio - Filippo Magnini | 06:59,08 |
| 2     | Australien | - Andrew Mewing - Louis Paul - Grant Brits - Nick Ffrost                      | 07:04,16 |
| 3     | USA        | - Ryan Lochte - Nicholas Brunelli - Jayme Cramer - Larsen Jensen              | 07:04,34 |

#### Staffel 4 × 100 m Lagen
| Platz | Land       | Athleten                                                           | Zeit     |
| ----- | ---------- | ------------------------------------------------------------------ | -------- |
| 1     | Australien | - Matthew Welsh - Brenton Rickard - Adam Pine - Ashley Callus      | 03:27,71 |
| 2     | USA        | - Ryan Lochte - Scott Usher - Jayme Cramer - Nicholas Brunelli     | 03:28,00 |
| 3     | Ukraine    | - Andrij Olijnyk - Oleh Lissohor - Sergij Adwena - Andrij Serdinow | 03:28,62 |

## Schwimmen Frauen

### Freistil

#### 50 m Freistil
| Platz | Land        | Athlet            | Zeit     |
| ----- | ----------- | ----------------- | -------- |
| 1     | Australien  | Lisbeth Lenton    | 00:23,97 |
| 2     | Schweden    | Therese Alshammar | 00:23,98 |
| 3     | Niederlande | Marleen Veldhuis  | 00:24,25 |

#### 100 m Freistil
| Platz | Land        | Athlet           | Zeit     |
| ----- | ----------- | ---------------- | -------- |
| 1     | Australien  | Lisbeth Lenton   | 00:52,33 |
| 2     | Niederlande | Marleen Veldhuis | 00:53,33 |
| 3     | USA         | Maritza Correia  | 00:53,54 |

#### 200 m Freistil
| Platz | Land                | Athlet              | Zeit     |
| ----- | ------------------- | ------------------- | -------- |
| 1     | Volksrepublik China | Yang Yu             | 01:54,94 |
| 2     | Italien             | Federica Pellegrini | 01:55,15 |
| 3     | Deutschland         | Annika Liebs        | 01:55,56 |

#### 400 m Freistil
| Platz | Land       | Athlet              | Zeit     |
| ----- | ---------- | ------------------- | -------- |
| 1     | USA        | Kate Ziegler        | 04:01,79 |
| 2     | Australien | Bronte Barratt      | 04:03,29 |
| 3     | Italien    | Federica Pellegrini | 04:03,63 |

#### 800 m Freistil
| Platz | Land            | Athlet              | Zeit     |
| ----- | --------------- | ------------------- | -------- |
| 1     | Russland        | Anastassia Iwanenko | 08:11,99 |
| 2     | USA             | Kate Ziegler        | 08:14,12 |
| 3     | Verein. Königr. | Rebecca Cooke       | 08:20,02 |

### Schmetterling

#### 50 m Schmetterling
| Platz | Land       | Athlet                | Zeit     |
| ----- | ---------- | --------------------- | -------- |
| 1     | Schweden   | Therese Alshammar     | 00:25,76 |
| 2     | Österreich | Fabienne Nadarajah    | 00:25,95 |
| 3     | Schweden   | Anna-Karin Kammerling | 00:26,07 |

#### 100 m Schmetterling
| Platz | Land       | Athlet            | Zeit     |
| ----- | ---------- | ----------------- | -------- |
| 1     | Australien | Lisbeth Lenton    | 00:56,61 |
| 2     | USA        | Rachel Komisarz   | 00:57,43 |
| 3     | Australien | Jessicah Schipper | 00:57,49 |

#### 200 m Schmetterling
| Platz | Land                | Athlet            | Zeit     |
| ----- | ------------------- | ----------------- | -------- |
| 1     | Australien          | Jessicah Schipper | 02:05,11 |
| 2     | Italien             | Francesca Segat   | 02:05,91 |
| 3     | Volksrepublik China | Yang Yu           | 02:07,05 |

### Rücken

#### 50 m Rücken
| Platz | Land                | Athlet         | Zeit     |
| ----- | ------------------- | -------------- | -------- |
| 1     | Deutschland         | Janine Pietsch | 00:27,00 |
| 2     | Australien          | Tayliah Zimmer | 00:27,25 |
| 3     | Volksrepublik China | Chang Gao      | 00:27,28 |

#### 100 m Rücken
| Platz | Land                | Athlet         | Zeit     |
| ----- | ------------------- | -------------- | -------- |
| 1     | Deutschland         | Janine Pietsch | 00:58,02 |
| 2     | Australien          | Tayliah Zimmer | 00:58,27 |
| 3     | Volksrepublik China | Chang Gao      | 00:58,74 |

#### 200 m Rücken
| Platz | Land       | Athlet           | Zeit     |
| ----- | ---------- | ---------------- | -------- |
| 1     | USA        | Margaret Hoelzer | 02:05,29 |
| 2     | Australien | Tayliah Zimmer   | 02:05,99 |
| 3     | Neuseeland | Hanah McLean     | 02:06,96 |

### Brust

#### 50 m Brust
| Platz | Land       | Athlet         | Zeit     |
| ----- | ---------- | -------------- | -------- |
| 1     | Australien | Jade Edmistone | 00:30,22 |
| 2     | Australien | Brooke Hanson  | 00:30,40 |
| 3     | USA        | Jessica Hardy  | 00:30,48 |

#### 100 m Brust
| Platz | Land       | Athlet            | Zeit     |
| ----- | ---------- | ----------------- | -------- |
| 1     | USA        | Jessica Hardy     | 01:05,25 |
| 2     | Südafrika  | Suzaan van Biljon | 01:05,62 |
| 3     | Australien | Jade Edmistone    | 01:06,08 |

#### 200 m Brust
| Platz | Land                | Athlet    | Zeit     |
| ----- | ------------------- | --------- | -------- |
| 1     | Volksrepublik China | Hui Qi    | 02:20,72 |
| 2     | USA                 | Tara Kirk | 02:21,77 |
| 3     | Volksrepublik China | Nan Luo   | 02:23,49 |

### Lagen

#### 100 m Lagen
| Platz | Land       | Athlet              | Zeit     |
| ----- | ---------- | ------------------- | -------- |
| 1     | Australien | Brooke Hanson       | 01:00,16 |
| 2     | Finnland   | Hanna-Maria Seppälä | 01:00,74 |
| 3     | Slowakei   | Martina Moravcová   | 01:01,41 |

#### 200 m Lagen
| Platz | Land                | Athlet          | Zeit     |
| ----- | ------------------- | --------------- | -------- |
| 1     | Volksrepublik China | Hui Qi          | 02:09,33 |
| 2     | USA                 | Kaitlin Sandeno | 02:10,79 |
| 3     | Australien          | Lara Caroll     | 02:11,77 |

#### 400 m Lagen
| Platz | Land                | Athlet              | Zeit     |
| ----- | ------------------- | ------------------- | -------- |
| 1     | Volksrepublik China | Hui Qi              | 04:34,28 |
| 2     | Italien             | Alessia Filippi     | 04:35,32 |
| 3     | Russland            | Anastassia Iwanenko | 04:35,54 |

### Staffel

#### Staffel 4 × 100 m Freistil
| Platz | Land        | Athleten                                                                      | Zeit        |
| ----- | ----------- | ----------------------------------------------------------------------------- | ----------- |
| 1     | Niederlande | - Inge Dekker - Hinkelien Schreuder - Chantal Groot - Marleen Veldhuis        | 03:33,32 WR |
| 2     | Australien  | - Shayne Reese - Sophie Edington - Danni Miatke - Lisbeth Lenton              | 03:34,95    |
| 3     | Schweden    | - Josefin Lillhage - Therese Alshammar - Anna-Karin Kammerling - Ida Mattsson | 03:36,13    |

#### Staffel 4 × 200 m Freistil
| Platz | Land                | Athleten                                                             | Zeit     |
| ----- | ------------------- | -------------------------------------------------------------------- | -------- |
| 1     | Australien          | - Bronte Barratt - Jessicah Schipper - Shayne Reese - Lisbeth Lenton | 07:46,96 |
| 2     | Volksrepublik China | - Pang Jiaying - Jingzhi Tang - Yan-Wei Xu - Yang Yu                 | 07:47,07 |
| 3     | USA                 | - Kate Ziegler - Rachel Komisarz - Amanda Weir - Kaitlin Sandeno     | 07:49,16 |

#### Staffel 4 × 100 m Lagen
| Platz | Land                | Athleten                                                               | Zeit        |
| ----- | ------------------- | ---------------------------------------------------------------------- | ----------- |
| 1     | Australien          | - Tayliah Zimmer - Jade Edmistone - Jessicah Schipper - Lisbeth Lenton | 03:51,84 WR |
| 2     | USA                 | - Margaret Hoelzer - Tara Kirk - Rachel Komisarz - Maritza Correia     | 03:55,65    |
| 3     | Volksrepublik China | - Chang Gao - Nan Luo - Ya-Fei Zhou - Yan-Wei Xu                       | 03:55,76    |